# HKDF
HKDF je jednoduchá funkce pro odvození klíče (KDF) postavená na využití kryptografické hašovací funkce v kombinaci s tajným klíčem (HMAC). Její princip je následující: nejprve je vstup kryptograficky hašován s případným dodatečným klíčem pro HMAC plnícím funkci soli, čímž je získán materiál s pravděpodobně „koncentrovanější entropií“, který slouží jako klíč pro druhou fázi. V druhé fázi je postupně HMAC funkce s tímto klíčem opakovaně aplikována na předchozí výstup (v prvním iteraci na samé nuly), volitelný konstantní řetězec a zvyšující se jednobajtový čítač. Z výstupů je kromě vstupu pro další iteraci vytvářen zřetězením i výstup celé HKDF, který je následně oříznut na požadovanou délku, není-li dělitelná délkou výstupu použité HMAC funkce.
HKDF je standardizován v RFC 5869.
Podle RFC 5869 může být funkce využita například v protokolech IKE a PANA.

## Vzorová implementace v Pythonu
Následující vzorová implementace v Pythonu využívá jako funkci HMAC SHA-256:
```
#!/usr/bin/env python3

import
 
hashlib

import
 
hmac

from
 
math
 
import
 
ceil

def
 
hmac_sha256
(
key
,
 
data
):

    
return
 
hmac
.
new
(
key
,
 
data
,
 
hashlib
.
sha256
)
.
digest
()

def
 
hkdf
(
length
:
 
int
,
 
ikm
,
 
salt
:
 
bytes
 
=
 
b
""
,
 
info
:
 
bytes
 
=
 
b
""
)
 
->
 
bytes
:

    
if
 
len
(
salt
)
 
==
 
0
:

        
salt
 
=
 
bytes
([
0
]
*
hash_len
)

    
prk
 
=
 
hmac_sha256
(
salt
,
 
ikm
)

    
t
 
=
 
b
""

    
okm
 
=
 
b
""

    
for
 
i
 
in
 
range
(
ceil
(
length
 
/
 
len
(
prk
))):

        
t
 
=
 
hmac_sha256
(
prk
,
 
t
 
+
 
info
 
+
 
bytes
([
1
+
i
]))

        
okm
 
+=
 
t

    
return
 
okm
[:
length
]

```